# Maia (stad)
För andra betydelser, se Maia (olika betydelser).
Maia (uttal: [ˈmajɐ] ( lyssna)) är en stad i distriktet Porto i norra Portugal.
Staden har cirka 35 600 invånare, och är huvudorten i Maia kommun med ungefär 141 000 invånare.

## Freguesias
Maia är indelad i tio freguesias:

- Águas Santas
- Castêlo da Maia
- Cidade da Maia
- Folgosa
- Milheirós
- Moreira
- Nogueira e Silva Escura
- Pedrouços
- São Pedro Fins
- Vila Nova da Telha

## Sevärdheter
- Jardim zoológico - djurpark
- Igreja de Águas Santas - kyrka
- Mosteiro do Divino Salvador de Moreira - kloster

## Vänorter
- Andrézieux, Frankrike
- Mantes-La-Jolie, Frankrike
- Sault Saint Marie, Ontario, Kanada